# در جستجوی اریک
در جستجوی اریک (انگلیسی: Looking for Eric) فیلمی در ژانر کمدی-درام به کارگردانی کن لوچ است که در سال ۲۰۰۹ منتشر شد. از بازیگران آن می‌توان به اریک کانتونا و ماکس بیسلی اشاره کرد.